# Kalamazoo
Kalamazoo is een plaats (city) in de Amerikaanse staat Michigan. Bestuurlijk gezien valt de plaats onder Kalamazoo County. Te Kalamazoo werd in 1902 Gibson Mandolin - Guitar Co. Ltd opgericht, bekend als Gibson.

## Geschiedenis
De eerste blanken in de streek waren Engelse en Franse bonthandelaren. Daarna kwamen migranten uit Pennsylvania en Maryland. Na 1850 kwamen er ook immigranten uit Nederland. De plaats begon onder de naam Bronson en werd in 1831 de hoofdplaats van de net opgerichte Kalamazoo County. De naam werd veranderd rond 1836 in Kalamazoo, een naam van onduidelijke indiaanse oorsprong. De plaats begon als een landbouwgemeenschap, maar tegen 1850 was er ook al een ijzersmelterij. Na de Burgeroorlog ontwikkelde zich een papierindustrie rond de rivier Kalamazoo. De firma Upjohn Pill and Granule Company (later Pfizer) werd gesticht in Kalamazoo door William Erastus Upjohn. In 1846 werd er een spoorverbinding tussen Kalamazoo en Detroit gerealiseerd en in 1852 ook met Chicago. Tegen 1905 had de plaats minstens zes treinverbindingen. Daarna kwamen er ook autowegen. Tussen 1904 en 1920 kende de plaats een explosieve groei door de werkgelegenheid in de industrie en het verbeterde transport.
In 1844 werd er een eerste krant uitgegeven, de Kalamazoo Telegraph. Een eerste hogeschool opende in 1836 en eerste openbare middelbare school in 1859.

## Demografie

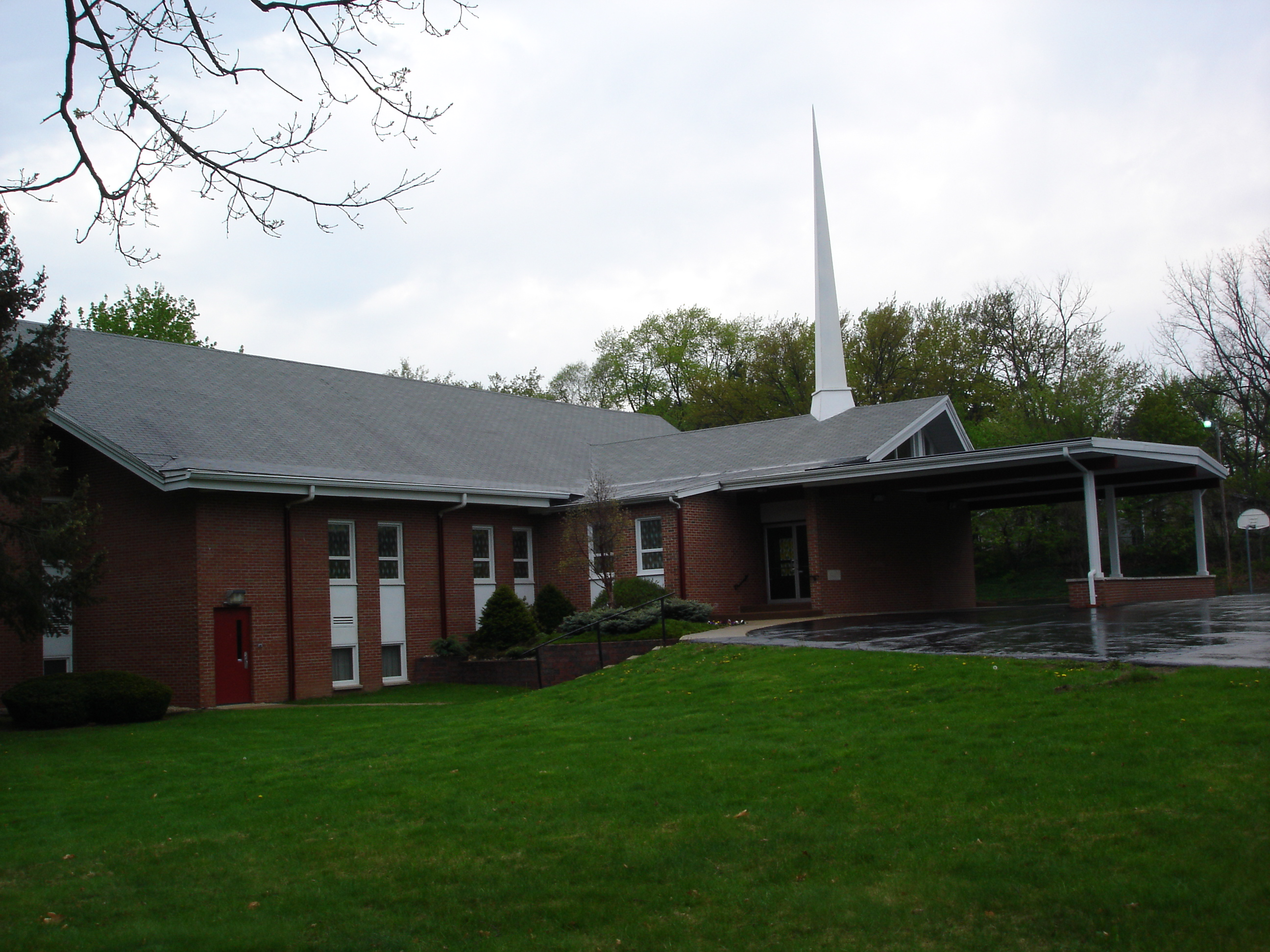
Netherlands Reformed Congregation van Kalamazoo

Bij de volkstelling in 2000 werd het aantal inwoners vastgesteld op 77.145.
In 2006 is het aantal inwoners door het United States Census Bureau geschat op 72.161, een daling van 4984 (-6.5%). In de stad wonen vele (nakomelingen van) Nederlandse emigranten. 

### Religie
Er bevindt zich een Gereformeerde Gemeente (Netherlands Reformed Congregation) met 324 leden.
Sinds 1970 is de stad de zetel van een rooms-katholiek bisdom.

## Geografie
Volgens het United States Census Bureau beslaat de plaats een oppervlakte van
65,2 km², waarvan 63,9 km² land en 1,3 km² water. Kalamazoo ligt op ongeveer 236 m boven zeeniveau.

## Plaatsen in de nabije omgeving
De onderstaande figuur toont nabijgelegen plaatsen in een straal van 8 km rond Kalamazoo.

## Geboren in Kalamazoo
- Maurice Weed (1912-2005), componist en muziekpedagoog
- Jerry B. Jenkins (1949), schrijver van christelijke boeken
- Narada Michael Walden (1952), drummer, producer, zanger, en liedjesschrijver
- Terry Rossio (1960), scenarioschrijver
- McG (1968), filmregisseur en -producent
- Titus Kaphar (1976), kunstenaar
- Kip Carpenter (1979), schaatser
- Mallory Comerford (1997), zwemster